# رومدول
رومدول (نام علمی: Mitrella mesnyi) نام یکی از گونه‌های گیاهان گلدار است. رنگ گل زرد مایل به سفید است. 
رومدول گل ملی کشور کامبوج است.